# 川越美和
川越美和（日语：／ Kawagoe Miwa，1973年1月3日—2008年4月22日），日本女性前演員、偶像歌手。出身於鹿兒島縣肝屬郡大根占町（現錦江町）。本名相同。身高162cm。A型血。

## 來歷
川越美和自小學時期開始學習日本舞，然後在鹿兒島當模特兒時被星探發掘。上雜誌《De☆View》接受專訪稱自己是堀智榮美的粉絲，說是邊看劇邊想「（演技上）應該更正常一些」感到敬佩。
1988年10月26日，她以單曲《Looking at You》作為歌手出道。與一正蒲鉾的廣告歌曲合作，標語為「天然美少女」。
1989年，在電視劇《時間到了 平成元年》（TBS）中當第7代瑪丹娜常駐演出，憑藉其異域風情被稱為後藤久美子，也活躍於電視劇。在川越本身的第4張單曲中，《只是正做著夢而已》被選為同名電視劇當插入歌使用，同年年底也獲得了第31屆日本唱片大獎新人獎。此後，她在電視劇《學校戰爭2》（TBS）和《大飯店2》（TBS）、以及《 if just now》（1991年）和《男朋友》（1994年）等電影演出。
同期出道的歌手有田村英里子、島崎和歌子、中山忍、深津繪里、瑪西婭、千葉美加、細川直美等人。
自約1996年以來，她一直以的名義活躍。於《理想的結婚》演出時，她改了名字，寓意退出演藝活動後轉入經紀公司重新開始，這個名字本身並沒有什麼特殊含義。
即使恢復本名之後，她仍持續活躍於電視劇、舞台和電影。
2007年，川越離開經紀公司，並退出了演藝界。
2017年5月30日，根據當天發行的雜誌《週刊女性》（主婦與生活社）2017年6月13日號報導證實，川越在引退後的2008年4月被發現陳屍在東京都大田區公寓內已經死亡多日。該雜誌從川越的一位前同事的證詞透露她引退之後在東京一家房地產公司擔任電話客服人員半年，其居住出現了問題，在家鄉與家人斷絕了關係。
另外，針對這項報導，其前男友、攝影師兼編劇桃井章也就川越的事情作證。她從出道到20歲的成功導致演員的工作範圍縮小，約2004年陷入債務和酗酒，由於她天生敏感，患有飲食失調症並被逼入絕境。此外，作為同輩對手關係密切的中江有里也在節目中表達了對她的遺憾。

## 演出

### 電視劇
- 時間到了 平成元年（日语：時間ですよ）（1989年，TBS）—飾 金澤美和
- 心跳宣言（1989年，NHK）
- 學校戰爭2（日语：スクール☆ウォーズ#スクールウォーズ2）（1990年，TBS）—飾 澤村洋子
- 時間到了 新春特集（日语：時間ですよ#時間ですよ 新春スペシャル「梅の湯はギャグでいっぱい」）（1990年，TBS）—飾 金澤美和
- 週一電視劇特集（日语：月曜ドラマスペシャル）
  - 時間到了殺人事件（日语：時間ですよ#時間ですよ殺人事件！ 梅の湯に死体が一つ浮んだ）（1990年，TBS）—飾 金澤美和
  - 硬漢（日语：キツイ奴ら）特別篇 揮灑輝煌的你（1990年，TBS）—飾 前島
  - 北海道旅情懸疑 ～遙遠的雪之記憶～（1999年，北海道放送）—飾 野崎美彌子 ※名義。
- 戲劇性22（日语：ドラマチック22） 我先生18歳（日语：だんなさまは18歳#単発ドラマ版）（1990年，TBS）
- 花王家庭特集（日语：花王ファミリースペシャル）
  - 花四人組（1991年，關西電視台）[6]
  - 花四人組2（1991年，關西電視台）[7]
- 女高中生！危險的兼差（日语：女子高生!キケンなアルバイト）（1991年，TBS）—飾 和田美繪
- 用口紅寫的留言 第24話（1991年，TBS）—飾 千夜子
- 1970我們的青春（1991年，富士電視台）—飾 文閣
- 大飯店2（日语：HOTEL (テレビドラマ)）（1992年，TBS）—飾 並木裕美 
  - 大飯店'92秋特集（1992年，TBS）—飾 並木裕美
- 美麗的謊言（日语：素敵にダマして!）（1992年，日本電視台）—飾 武田真由
- 華岡青洲之妻（日语：華岡青洲の妻）（1992年，富士電視台）—飾 小陸
- 電視劇新銀河（日语：ドラマ新銀河）（NHK）
  - （1993年）—飾 飯田園子
- 電影般的戀愛（日语：映画みたいな恋したい）「在愛與死之間」（1993年，東京電視台）
- （1993年，東京電視台）—飾 妓女
- 像鳥一樣像昆蟲一樣 步行製作的日本地圖（日语：歴史みつけた）（1993年，NHK教育）—飾 阿榮
- 漂泊刑事旅情篇（日语：さすらい刑事旅情編）VI 第2話（1993年，朝日電視台）—飾 宗像由美
- 相親達人（日语：お見合いの達人）（1994年，TBS）—飾 里中明美
- 三軒目的誘惑（日语：三軒目の誘惑）（1994年，讀賣電視台）—飾 澤野珠希
- 電視劇30（日语：ドラマ30）
  - 來自生命現場II（日语：いのちの現場から#テレビドラマ）（1994年，MBS）—飾 小野澤麻紀
- 12小時超WIDE電視劇（日语：新春ワイド時代劇） 織田信長（日语：織田信長 (1994年のテレビドラマ)）（1994年，東京電視台）—飾 岩室一方
- 第17話（1996年，東京電視台） ※名義。
- 將軍的隱密！影十八（日语：将軍の隠密!影十八）（1996年，朝日電視台）—飾 阿玲 ※名義。
- 夢曆長崎奉行（日语：夢暦長崎奉行）（1996年，NHK） ※名義。
- 天晴夜十郎（日语：天晴れ夜十郎）（1996年，NHK）—飾 夏 ※名義。
- 理想的結婚（日语：理想の結婚 (テレビドラマ)）（1997年，TBS）—飾 鷲崎由紀子 ※名義。
- 姑姑是名偵探 芹澤雅子（1997年，富士電視台）—飾 幸江 ※名義。
- 最重要的人 (1997年日劇)（1997年，TBS）—飾 高橋弘子 ※名義。
- 保鑣（日语：ボディーガード (1997年のテレビドラマ)）（1997年，朝日電視台）—飾 石田菜菜子 ※名義。
- 大河劇 毛利元就（1997年，NHK）—飾 小佐井
- 女王蜂（日语：女王蜂 (横溝正史)）（1998年，富士電視台）—飾 大道寺智子
- 新選組血風錄（日语：新選組血風録 (テレビドラマ)#1998年版）（1998年，朝日電視台）—飾 阿光
- 新·神名平四郎活人劍（日语：よろずや平四郎活人剣#NHK 『新・腕におぼえあり〜よろずや平四郎活人剣〜』） 第19話（1998年，NHK）—飾 阿輝
- 法醫物語（日语：きらきらひかる (漫画)#テレビドラマ）特集（1999年，富士電視台）—飾 宮前明日香
- （1999年，富士電視台）—飾 坂東和泉
- 友阪理惠之阿達一族（日语：ヤマダ一家の辛抱）（1999年，TBS）—飾 藤井里香
- 讓愛說出來（日语：君が教えてくれたこと）（2000年，TBS）—飾 圭子
- 週五娛樂（日语：金曜エンタテイメント）（富士電視台）
  - 寶石調査員九條薰 備前～倉敷 藍寶石連續殺人事件（2000年）—飾 白川裕子
  - 跟母親乾杯（日语：おふくろシリーズ）17（2001年）
  - 十津川警部夫人的旅情殺人推理（日语：十津川警部夫人の旅情殺人推理）1（2003年）—飾 廣田由香
- 凍僵的獠牙（日语：凍える牙#テレビドラマ）（2001年，BShi）
- 最熱的夏天（日语：世界で一番熱い夏） 第4話（2001年，TBS）—飾 美香
- 週二懸疑劇場（日本電視台）
  - 幸福的幻影（2001年）
  - 二人的父親（2001年）
- 手機刑警錢形愛 第23話（2002年，BS-i）—飾 櫻井章子
- 週一推理劇場（日语：月曜ミステリー劇場）
  - 人情質屋事件台帳2（日语：人情質屋の事件台帳）（2002年，TBS）—飾 淺野香織
  - 自治會長 糸井緋芽子 社宅之事件簿（日语：自治会長 糸井緋芽子 社宅の事件簿）
    - 第7作「社宅的瘟神是誰？家庭主婦的派系紛爭發展成連環殺人案!? 糸井家族是否因父親被解雇而面臨分裂危機!?」（2006年，TBS）—飾 烏龍麵店的講師[8]
- 相棒 2nd Season 第18話（2004年，朝日電視台）—飾 湊杏子
- 新春WIDE時代劇（日语：新春ワイド時代劇） 忠臣藏～決斷之時（日语：忠臣蔵〜決断の時）（2003年，東京電視台）—飾 八重
- 戀愛星期天（日语：恋する日曜日） 第7話（2003年，BS-i）—飾 尚美
- 戀愛的練習曲（日语：恋のエチュード）（2003年，BS日視）—朗讀
- 家政婦的見證 第22話（2004年，朝日電視台）—飾 青島由美
- 週六WIDE劇場（日语：土曜ワイド劇場）
  - 跑吧！國選辯護人（日语：土曜ワイド劇場）（2004年，朝日放送）—飾 杉山敏子
  - 竊聽撃退！完全手冊 ～橘京子的調査報告書（日语：橘京子の調査報告書）（2005年，朝日放送[9]）—飾 橘加奈子
- （2004年，TBS）—飾 柳澤禮子
- Don't Mind！（日语：どんまい!#テレビドラマ） 第6話（2005年，NHK綜合）—飾 並川真太郎的妻子[10]
- 警視廳黑豆搭檔（日语：警視庁黒豆コンビ） 第5話（2005年，BS JAPAN）—飾 牛島早苗

### 其它電視節目
- 東京黃頁（日语：東京イエローページ）（1989年—1990年，TBS）
- 湖畔的美術館（1993年，NHK-BS2）

### 網路電視劇
- 出租男友 ～我要買一個男人～ 第1話（2006年1月9日，USEN（日语：USEN）／GyaO（日语：GYAO!#GyaO））—飾 直美

### 電影
- if just now（1991年）—飾 西川純美
- （1993年）
- （暴）株式會社 ～極道立志篇～（1993年）
- 男朋友（1994年）－飾 柳葉基子
- （1994年）
- BeRLiN（日语：BeRLiN）（1995年）
- 聖誕夜默示錄（1996年）—飾 尾崎香織 ※名義。
- 一展歌喉（日语：のど自慢 (映画)）（1997年）—飾 高橋朋代
- 沉落的黃昏（日语：落下する夕方）（1998年）—飾 柴田亞紀子
- OPEN HOUSE（日语：OPEN HOUSE）（1998年）—飾 真紀
- （1998年）—飾 伊藤早紀
- 臉（日语：顔 (2000年の映画)）（2000年）
- 摘花少女與殺蟲少女（2000年）—飾 薰[11]
- 光之雨（日语：光の雨 (映画)）（2001年）—飾 浦川秋子
- （2002年）—飾 石川弘美
- （2006年）
- 松根亂射事件（日语：松ヶ根乱射事件）（2007年）—飾 池內美雪
- 咯咯咯的鬼太郎（2007年）—飾 三浦實花（健太的母親）

### 舞台
- 向陽之樹（1995年，銀座世尊劇場（日语：ル テアトル銀座 by PARCO））
- （1998年，龜有Lirio Hall）
- （2002年，廣尾COREDO）

### 旁白
- NEWS STATION（2001年—2002年，朝日電視台）
- 世界心靈旅程（日语：世界・わが心の旅）（2002年，NHK-BS）

### 廣播節目
- 卵之緒（日语：FMシアター）（2004年6月26日，大阪放送局）—飾 母親
- （日本放送，1990年12月8日、1991年3月9日）
- FM YOUNGG STUDIO（日语：FMヤングスタジオ）（JFN廣播，1991年1月—6月）
作為週三常駐主持人演出

### 廣告
- 山葉發動機
  - YAMAHA JOG（日语：ヤマハ・ジョグ）
- 花王
- 象印魔法瓶
  - 魔法瓶H&S系列
- 森永乳業
  - 森永蘋果
- 可爾必思（1988年）
- 熱鬥甲子園（日语：熱闘甲子園）（1988年）
- 大阪西川（日语：西川 (企業)）（1989年、1990年）
  - 89/90西川企業宣傳
- NEC（1990年）
  - PC-9800系列
- 固力果乳業（日语：グリコ乳業）（1990年，固力果協同乳業時期）
  - 那須高原牛乳
- 三菱製紙（日语：三菱製紙）（1991年）
- NTT DOCOMO（2002年） 電台廣告
- 財團法人自行車停車場整備中心（日语：自転車駐車場整備センター）
- 東京都
- JR西日本（金澤分社（日语：西日本旅客鉄道金沢支社）、WENS）

## 音樂作品
均由NEC AVENUE發行。

### 單曲
| 枚數 | 發行日期       | 單曲名稱（日文原名）              | 收錄曲                              | 商業搭配                                                           | 順位    |
| ---- | -------------- | --------------------------------- | ----------------------------------- | ------------------------------------------------------------------ | ------- |
| 1st  | 1988年10月26日 | Looking at You                    | 1. Looking at You 2.                | 『一正蒲鉾』                                                       | 第142名 |
| 2nd  | 1989年2月22日  | 與天使Yu-Waku（）                 | 1. 2.                               |                                                                    | 第55名  |
| 3rd  | 1989年7月5日   | 女神的眼神 ～Little Lullaby～（） | 1. 2. AFTERNOON KISS                |                                                                    | 第30名  |
| 4th  | 1989年9月21日  | 只是正做著夢而已（）              | 1. 2.                               | TBS《時間到了 平成元年》插入歌                                     | 第29名  |
| 5th  | 1990年3月21日  | 心中的鑰匙 （）                   | 1. 2.                               | NEC 『PC98』 『』 固力果 『』 『那須高原牛乳』                     | 第69名  |
| 6th  | 1990年9月21日  | 雨都物語 ～RAINY TOWN STORY～     | 1. 雨都物語 ～RAINY TOWN STORY～ 2. | NEC 『PC98』                                                       | 第85名  |
| 7th  | 1991年2月27日  | 淚水再見（）                      | 1. 2. 3. （） 4.                    | TBS《親愛一家人》主題歌 山葉發動機 『YAMAHA JOG』 （本九翻唱歌曲） | 第60名  |
| 8th  | 1991年10月21日 | 就這樣吧（）                      | 1. 2. 3.                            | （丸山圭子翻唱歌曲）                                               |         |
| 9th  | 1992年5月21日  |                                   | 1. 2. WHEN 3.                       |                                                                    |         |
| 10th | 1992年7月21日  | 我想將愛給你 （）                 | 1. 2. 3.                            | TBS《親愛一家人2》主題歌                                           | 第96名  |
| 11th | 1995年2月21日  | 淚水再見'95（）                   | 1. '95 2. 3. 4.                     | TBS《親愛一家人4》主題歌                                           |         |
| 12th | 1996年2月21日  | 淚水再見（）                      | 1. 2. 3. （） 4.                    | TBS《親愛一家人5》主題歌                                           |         |
| 13th | 1997年2月21日  | 淚水再見（）                      | 1. 2. 3. 4.                         | TBS《親愛一家人6》主題歌                                           |         |

### 專輯
| 枚數 | 發行日期      | 專輯名稱（日文原名）                     | 收錄曲 |
| ---- | ------------- | ---------------------------------------- | --- |
| 1st  | 1990年2月21日 | Real Face                                | 01. Real Mind 02. Heart Express 03. Happy Wedding Day 04. 05. 06. 07. 08. Everyday Gold 09. 10.                    |
| 2nd  | 1991年3月21日 |                                          | 01. 02. 03. 04. 05. 06. 07. 08. 09. 10.                                                                            |
| 精選 | 1991年8月21日 | MIWA Best Selection                      | 01. 02. 03. 04. Looking at You 05. Real Mind 06. 07. 08. 09. 10. 11. 12. 13. 14. 雨都物語 ～RAINY TOWN STORY～ 15. |
| 3rd  | 1992年3月21日 |                                          | 01. 02. 03. 04. 05. 06. 07. 08. 09. 10. 11.                                                                        |
| 精選 | 1992年9月21日 | Miwa Special Selection 我想將愛給你 （） | 01. 02. 03. 04. 05. 06. 07.                                                                                        |
| 精選 | 1995年3月21日 | Singles History                          | 01. Looking at You 02. 03. 04. 05. 06. 07. 雨都物語 ～RAINY TOWN STORY～ 08. 09. 10. 11. 12.                       |

## 影片
- （1988年11月1日：POWER SPORTS（日语：ダイヤモンド映像）） 【演出】姬乃樹理香、本田理沙、川越美和等人 PIKAPIKA特集號 VHS 45分鐘
- （1989年2月22日：POWER SPORTS） 別冊 VHS 30分鐘
  - Looking at You
- （2004年7月27日：NC JAPAN） 【演出】本田理沙、川越美和、西田光等人 DVD 40分鐘
- （2004年7月27日：NC JAPAN） 【演出】川越美和DVD版 DVD 30分鐘

## 寫真集
- （1989年11月5日：近代電影社（日语：近代映画社）） 定價1,699日圓
- 《Hush》（1991年4月10日：FUN） 定價1,893日圓
- 《週刊Playboy增刊 weeks》（1992年12月7日：集英社） 定價1,600日圓

## 雜誌
- 週刊Playboy（1988年10月11日：集英社）
- 週刊Playboy（1988年12月12、19日：集英社）
- 平凡Punch（日语：平凡パンチ）（1988年10月：平凡社） 20號
- （1989年1月：Coremagazine（日语：コアマガジン））
- CM NOW（日语：CM NOW）（1989年9月10日：玄光社） 第26冊
- 週刊Playboy（1990年10月23日：集英社）
- 週刊Playboy（1991年3月19日：集英社）
- 週刊Playboy（1991年7月30日：集英社）
- FRIDAY（日语：FRIDAY (雑誌)）（1991年3月8日：講談社）
- DELUXE Magazine ORE（日语：DELUXEマガジン）（1991年4月：講談社）
- （1991年：WANIMAGAZINE社（日语：ワニマガジン）） 1月號
- 週刊寶石（日语：週刊宝石）（1992年9月17日：光文社） 526號

## 電話卡、Orange Card
- 週刊寶石（電話卡發行數1枚：50度數）
- 財團法人自行車停車場整備中心（電話卡發行數1枚：50度數）
- 大阪西川（電話卡發行數1枚：50度數）
- 象印魔法瓶（電話卡發行數1枚：50度數）
- 固力果（電話卡發行數2枚：各50度數） 圖案 「：布丁與優格」
- NEC（電話卡發行數6枚：各50度數） 圖案 「放送網路本部：RT-3000：NEFAX系列：APEX/DKmk II 系列【3枚】」
- JR西日本（Orange Card發行數3枚：各1000度數） 圖案 「写真違い【3枚】」

## 腳註